# NHL All-Rookie Team
NHL All-Rookie Team jest to wybierany przez Professional Hockey Writers' Association 5 osobowy skład (1 bramkarz, 2 obrońców i 3 napastników) złożony z debiutantów ligi NHL. Pierwszy NHL All-Rookie Team został wybrany w sezonie 1982-1983. Od tego czasu All-Rookie Team wybierany jest co sezon. W sezonie 1988-1989 do tej drużyny został wybrany Polak Piotr Sidorkiewicz.